# Winfried Barta
Winfried Barta (geboren am 20. August 1928 in Dresden; gestorben am 27. Oktober 1992 in Ebersberg) war ein deutscher Ägyptologe.

## Leben
Winfried Barta ist in Dresden geboren und aufgewachsen. Im Februar 1945 erlebte er die Luftangriffe auf Dresden mit. Nach dem Abitur im Dezember 1946 zog er in den Westen. Da der Ansturm auf die großen Universitäten zu der Zeit zu groß war, studierte er zunächst an der Philosophisch-theologischen Akademie in Paderborn Philosophie und Kunstgeschichte. Später konnte er an die Universität München wechseln. Bald darauf musste er sein Studium abbrechen, da er aufgrund der Währungsreform und der Teilung Deutschlands ohne finanzielle Unterstützung war. Er arbeitete danach in einer Buchhaltung. Gleichzeitig nahm er Gesangsstunden. Ferenc Fricsay nahm den Bariton Barta darauf in den Chor der Bayerischen Staatsoper auf. 1957 begann er daneben an der Universität München, Ägyptologie, Alte Geschichte und Ethnologie zu studieren.
Barta promovierte 1962 bei Hans Wolfgang Müller zur altägyptischen Opferliste. Anschließend war er bis 1965 als wissenschaftliche Hilfskraft an der Ägyptischen Staatssammlung angestellt. Währenddessen reiste er als Stipendiat des Deutschen Archäologischen Instituts (DAI) nach Ägypten, Griechenland und Italien. Nach der Anstellung an der Staatssammlung wurde er Assistent am Institut für Ägyptologie und Koptologie der Universität München. 1967 habilitierte er sich dort mit einer Arbeit über die Opferformel. 1971 wurde er Wissenschaftlicher Rat und 1972 außerplanmäßiger Professor. Er erhielt einen Ruf an die Columbia University, den er aber nicht annahm. Nach der Emeritierung Hans Wolfgang Müllers wurde er ordentlicher Professor und Vorsteher des Instituts für Ägyptologie und Koptologie. Er war zweimal Dekan der Philosophischen Fakultät und Mitglied des Senats der Universität München.
Bartas Forschungsfelder waren die ägyptische Religion, das Königtum, die Literatur, die Sprache, Chronologie und Zeitrechnung. Schwerpunkte setzte er unter anderem beim Totenkult der Könige, den Königsnamen, der Königstitulatur und den Krönungsritualen, der Götterwelt, der religiösen Literatur und dem Kalenderwesen. Der Sprachwissenschaft schenkte er ab den 1980er-Jahren größere Aufmerksamkeit.
Barta starb am 27. Oktober 1992 nach längerer Krankheit.

## Schriften (Auswahl)
- Winfried Barta: Die altägyptische Opferliste von der Frühzeit bis zur griechisch-römischen Epoche (= Münchner ägyptologische Studien. Nr. 3). Hessling, Berlin 1963.
- Winfried Barta: Aufbau und Bedeutung der altägyptischen Opferformel (= Ägyptologische Forschungen. Nr. 24). Augustin, Glückstadt 1968, ISBN 978-3-87030-028-9.
- Winfried Barta: Das Gespräch eines Mannes mit seinem BA; (Papyrus Berlin 3024) (= Münchner ägyptologische Studien. Nr. 18). Hessling, Berlin 1969.
- Winfried Barta: Das Selbstzeugnis eines altägyptischen Künstlers; (Stele Louvre C 14) (= Münchner ägyptologische Studien. Nr. 22). Hessling, Berlin 1970.
- Winfried Barta: Untersuchungen zum Götterkreis der Neunheit (= Münchner ägyptologische Studien. Nr. 28). Deutscher Kunstverlag, Berlin 1973, ISBN 978-3-422-00802-1.
- Winfried Barta: Untersuchungen zur Göttlichkeit des regierenden Königs; Ritus und Sakralkönigtum in Altägypten nach Zeugnissen der Frühzeit und des Alten Reiches (= Münchner ägyptologische Studien. Nr. 32). Deutscher Kunstverlag, München/Berlin 1975, ISBN 978-3-422-00825-0.
- Winfried Barta: Die Bedeutung der Pyramidentexte für den verstorbenen König (= Münchner ägyptologische Studien. Nr. 39). Deutscher Kunstverlag, München/Berlin 1981, ISBN 978-3-422-00802-1.
- Winfried Barta: Die Bedeutung der Jenseitsbücher für den verstorbenen König (= Münchner ägyptologische Studien. Nr. 42). Deutscher Kunstverlag, München/Berlin 1985, ISBN 978-3-422-00836-6.
- Winfried Barta: Komparative Untersuchungen zu vier Unterweltsbüchern (= Münchner ägyptologische Untersuchungen. Nr. 1). Lang, Frankfurt am Main / Bern / New York / Paris 1990, ISBN 978-3-631-42143-7.